# 李泰圭

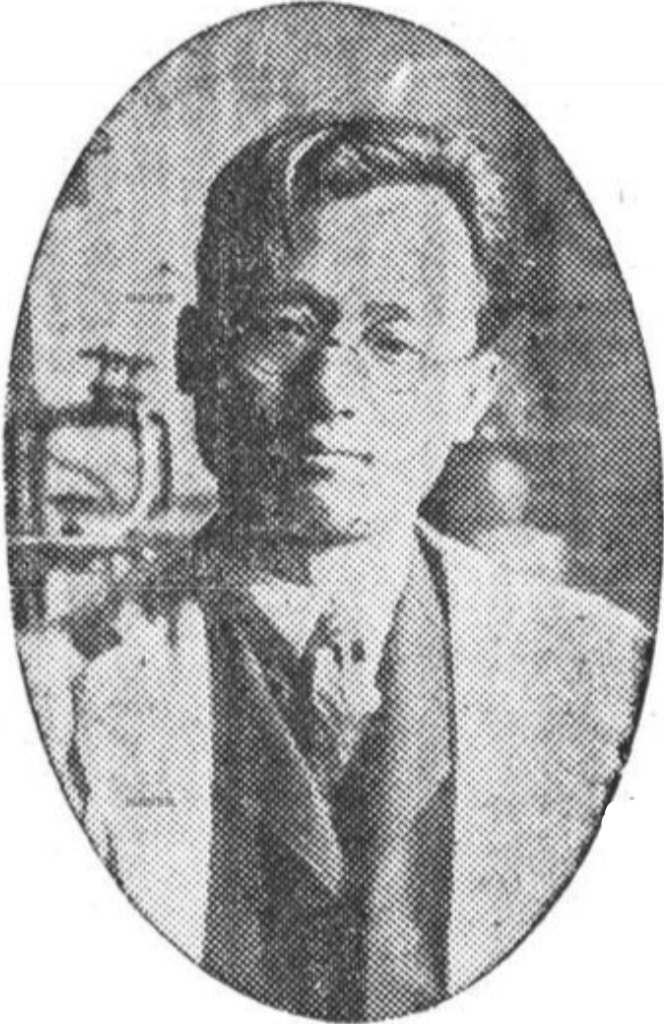
李泰圭（1939年） / 京大化学研究所助教授時代。

李 泰圭（イ・テギュ、朝鮮語: 이태규、1902年1月26日 - 1992年10月26日）は、大韓民国の化学者。日本の植民地統治期には数少ない朝鮮人の博士号取得者・帝国大学教員の一人であった。
本貫は全州李氏。政治家の李会昌の伯父に当たる。

## 経歴
大韓帝国忠清南道礼山郡に生まれた。京城高等普通学校を経て1922年に広島高等師範学校（現・広島大学）を卒業。 1927年に京都帝国大学理学部（現在の京都大学理学部）化学科を卒業し、1931年に『還元ニッケルの存在に於ける一酸化炭素の分解』という論文で理学博士号を取得した。 その後、同大学で教鞭を執り、1935年には同大学化学研究所助教授、1938年にプリンストン大学に派遣され研究者として在職し、1941年に京都帝国大学に戻り量子化学を研究、1943年に化学研究所教授となった。同時期の化研には同じ朝鮮人化学者の李升基も助教授・教授として在籍している。学業・研究の一方で学生時代には「在京都朝鮮人留学生学友会」の活動に関わって同会の機関誌『学潮』寄稿し、京大に職を得てからは在日朝鮮人による社会団体「向上館」（現在の向上社）の理事を務めて朝鮮人の社会活動を支援した
植民地支配からの解放にともない韓国に帰国し、京城大学の理工学部長となった。 その後、ソウル大学校が発足して文理学部の学長となったが、国対安の影響で1948年故国を離れアメリカに赴いた。1954年学術院終身会員に選ばれ、1955年にヘンリー・アイリングと共に非ニュートン流体について研究し、「リー（李）・アイリング理論(英語:Ree-Eyring theory)」を発表した。1965年にはノーベル賞受賞者候補推薦委員に委嘱さ
れ、その4年後にノーベル賞候補に推薦された。 1966年には韓国科学技術研究院の顧問に推戴された。 1971年にユタ大学客員教授、1973年に韓国科学院碩座教授として活躍した。 1974年に太平洋科学協会（米国所在）理事に選任され、1975年に理論物理センター所長になった。70歳を過ぎた歳にKAISTの名誉教授として招聘され、博士12人、修士24人など養成した。アメリカ化学会から表彰され、大韓民国学術院賞、国民勲章ムクゲ賞、ソウル特別市文化賞などを受賞した。 「輸送現象の緩和原理」など500編の論文を発表するなど、『鋭い観察と絶え間ない努力』を自らの信条とし、研究者として活動した。1992年10月26日、90歳で亡くなった。韓国における現代化学の基盤を構築し、韓国化学の礎石を築いた功績を認められ、科学者として初めて国立ソウル顕忠院に安置された。

## 学歴
- 京城高等普通学校 卒業
- 広島高等師範学校 卒業
- 京都帝国大学大学院 理学修士
- 京都帝国大学大学院 博士（理学）

## 主要経歴
- 1931年 - 1945年：京都帝国大学 教授
- 1945年 - 1946年：京城大学校 理工学部長
- 1946年：大韓化学会初代会長
- 1948年 - 1970年：ユタ大学 教授
- 1973年 - 1992年：KAIST 名誉教授

## 賞勲
- 1971年：国民勲章牡丹賞
- 1980年：5.16民族賞
- 1982年：世宗文化賞